# Zygina simaethis
Zygina simaethis är en insektsart som beskrevs av Ghauri 1963. Zygina simaethis ingår i släktet Zygina och familjen dvärgstritar. Inga underarter finns listade i Catalogue of Life.